# Koncentrační tábor Helmbrechts
Koncentrační tábor Helmbrechts byl zřízen za 2. světové války v bavorském městě Helmbrechts a byl pobočkou koncentračního tábora Flossenbürg. Byl to pracovní tábor, v němž byly soustředěny mladé ženy ze Sovětského svazu, Polska, Protektorátu Čechy a Morava, Francie, Nizozemska a Německa. Byly sem poslány za podporování Židů, urážku vůdce, sabotáže a podobně. Pracovaly zde pro německý zbrojní průmysl nepřetržitě ve dvousměnném dvanáctihodinovém provozu. Na začátku roku 1945 se zde nacházelo asi 700 žen, k nimž 6. března přibylo 621 žen, které sem byly dovlečeny z Grünbergu (Zelená Hora) a Glogau (Hlohov) v dnešním Polsku.
Dne 13. dubna 1945 (dva dny před příchodem americké armády) byl evakuován i tábor Helmbrechts a 1170 vězeňkyň se vydalo na pochod smrti. Pochod byl dlouhý 310 km, denně se muselo ujít asi patnáct kilometrů – a každá, která nemohla dál, byla na místě usmrcena. Pochod vedl přes Svatavu, Aš, Cheb, Mariánské Lázně, Chodovou Planou, Tachov, Domažlice, Klatovy a na závěr zavedl zcela vysílené ženy na Šumavu – přes Kvildu (1. května), Horní Vltavici, Lenoru až do Volar (4. května), odkud hnaly stráže zbytek transportu dále směrem na Prachatice, kam došlo už jen 100 žen. Celý transport skončil v ranních hodinách 6. května mezi Prachaticemi a Husincem, když nacistické stráže uprchly.